# 대구 도시철도 순환선
대구 도시철도 순환선은 대구 도시철도의 5번째 계획된 노선이고 공식 계획 명칭은 '순환선'이다. 

## 연혁

### 198?
1호선 부터 5호선의 계획이 수립되었다.
아직도 4호선, 5호선은 생기지 않았다.
엑스코선은 5호선을 개선한 것이다.
그리고 이 노선은 4호선을 거의 그대로 추진하고 있는 노선이다.

### 201?
기존의 옛 5호선 계획을 합해 서대구산업단지, 성서산업단지까지 확장된 대순환선인 4호선 계획안도 있었다. 이 때부터 경전철도 구상하였다. 이후 이 대순환선 계획은 제2차 대중교통기본계획에서는 4호선이 아니라 봉무동~경대병원~파동을 연결하려 했던 4호선에 밀려 5호선이라는 이름으로 구상되기도 하였다. 하지만 대구 도시철도 1호선의 대명동 구간에서 선형과 기능이 중첩되기에 폐기되었고, 다시 대구3차 순환도로를 완전 순환하는 선형으로 되돌아왔다. 그리고 나중에 구상된 대구산업선이 해당 기능을 일부 대체하게 되었다. 이때부터 4호선이라는 이름 대신 순환선이라는 이름이 붙기 시작했다. 그러나 대외적으로는 여전히 1990년대 수립된 계획에서 비롯한 4호선이라는 명칭이 자주 통용된다. 하지만 대구광역시나 국토교통부 등 주무부처에서는 4호선 명칭을 사용하지 않고 있다. 본 계획에서는 순환선과 더불어 엑스코선, 3호선 혁신도시 연장을 반영하고 있다.

### 2018
국토교통부에서 추진중인 대도시권광역교통기본계획에서는 대구3차 순환도로를 따라가는 순환선 BRT가 포함되어 있다.

### 2019
2030 대구시 대중교통 기본계획에서는 유형을 경전철중 노면전차로 구상했으며 서대구역 지선이 확인되었다. 그리고 대구3차 순환도로 구간으로 계획된 캠프워커 활주로 구간으로 순환선이 지날 계획이었으나 서편활주로 반환 문제가 장기화되면서 순환선도 현충로역에서 1호선을 따라 영대병원역을 지나 남구청, 봉덕시장을 지나 우회전하여 신천대로를 통해 중동교로 진입한 뒤 다시 좌회전해서 중동역 방향으로 나아가는 것으로 표기되어 있다.

### 2020
달서구가 제시한 달서선과 서구가 제시한 순환선이 막판 경합을 벌였다. 순환선본선에서 서대구역 지선이 추가돼 서로 직결하는 형태로 서대구로를 따라 2호선 두류역을 거쳐 1호선 안지랑역까지 운행한다. 되면 서구의 중심도로인 서대구로를 관통하게 되어 도시철도 사각지대인 서구 입장에 있어서 서구의 도시철도 시대를 본격화 될 수 있는 노선이다. 또한 남구도 순환선 수혜를 입을 수 있어서 서구안을 지지하고 있다. 서구안의 경우 향후 부분마다 단계적으로 연장하여 순환선을 완전히 완성시킬 수 있다.

### 2023
대구통합신공항 이전이 확정되어 기존 후적지를 개발하는 계획에 따라 기존 계획보다 더 큰 순환선으로 다시 계획하고 있다.

## 역할
1단계로 개통하는 서측 노선은 대구 서부권에서 서대구역을 연결하는 역할을 한다. 주요 수요처로는 서대구역 외에도 안지랑역, 두류역, 두류공원역, 가톨릭병원역, 서구청 등이 있다. 노면전차로 건설되면서 도로의 차로가 축소되면 혼잡한 서대구로의 자가용 교통량을 억제하여 다른 도로로 분산시키고 대중교통으로 집약시키는 역할도 한다. 도심에만 환승역이 몰려 있는 대구 도시철도 노선들을 연결하여 도시철도 각 구간 연계성을 높이는 역할을 하게 될 것이다. 또한 구 경계에만 역이 있어서 도시철도의 혜택을 제대로 받지 못하는 서구의 대중교통 음영지역 해소에 기여할 것으로 보인다. 대구 도시철도 순환선이 개통할 경우 기존 대구 3차 순환도로를 따라 운행하고 노선 중복도가 높은 순환3번은 폐선될 가능성이 매우 크다.
아래 인용문은 2021년 6월 공청회 pptx에서 인용한 것이다.

### 서측
대구시 서남권역 도시철도 교통허브 기능강화
차량기지는 달서천을 복개한 현재주차장 부지 활용계획
인입선 통과하는 평리지하차도 통과높이 4.3m로 노면전차 건축한계 3.8m 이상
연장 L=6.7km
정거장 9개
사업비 1,689억원
수송수요 37,416인/일

경제성 B/C 1.03

### 북측
대구시 북부권역 대구공항 후적지와 엑스코선, 3호선 만평역과의 연결로 공항, 고속철도, 도시철도를 연계
복현오거리 교차로 혼잡이 예상되어 향후 계획· 설계에서 주변 개발계획과 교통량 조사후 입체적 통과방안 검토 필요
연장 L=8.3km
정거장 9개
사업비 2,383억원
수송수요 37,437인/일

경제성 B/C 1.02

### 동측
차량기지는 수성구 만촌동 일원부지 활용
경부선 상부, 효목고가차도, 복현 고가차도 통과는 지하화 계획하는 것이 유리하나 경제성에 불리하여 기존 도로를 이용하는 것으로 계획함
연장 L=6.5km
정거장 10개
사업비 1,858억원
수송수요 65,237인/일

경제성 B/C 0.89

### 남측
황금고가교 통과는 지하화하여 계획하는 것이 유리하나 경제성이 불리하여 교량측면 도로를 이용하는 것으로 계획함
캠프워커 미개통도로는 터널통과 계획하였으나 향후 도로개통시 도로 이용가능
연장 L=8.6km
정거장 10개
사업비 2,553억원
수송수요 33,217인/일

경제성 B/C 0.75

## 역 목록
| 역 번호 | 역명             | 한자 역명            | 접속 노선                             | 영업 거리 | 소재지     | 소재지 |
| ------- | ---------------- | -------------------- | ------------------------------------- | --------- | ---------- | ------ |
| C01     | 만촌             | 晩村                 | ●대구 도시철도 2호선                  | 0.0       | 대구광역시 | 수성구 |
| C02     | 청호로           | 靑湖路               |                                       | 0.9       | 대구광역시 | 수성구 |
| C03     | 국립대구박물관   | 國立大邱博物館       |                                       | 1.7       | 대구광역시 | 수성구 |
| C04     | 두리봉           | 두리봉               |                                       | 2.6       | 대구광역시 | 수성구 |
| C05     | 황금             | 黃金                 | ●대구 도시철도 3호선                  | 3.4       | 대구광역시 | 수성구 |
| C06     | 중동             | 中洞                 |                                       | 4.3       | 대구광역시 | 수성구 |
| C07     | 봉덕             | 鳳德                 |                                       | 5.2       | 대구광역시 | 남구   |
| C08     | 대구도서관       | 大邱圖書館           |                                       | 6.0       | 대구광역시 | 남구   |
| C09     | 현충로           | 顯忠路               | ●대구 도시철도 1호선                  | 6.9       | 대구광역시 | 남구   |
| C10     | 안지랑           | 안지랑               | ●대구 도시철도 1호선                  | 7.6       | 대구광역시 | 남구   |
| C11     | 가톨릭병원       | 大邱天主敎大學校医院 |                                       | 8.3       | 대구광역시 | 달서구 |
| C12     | 두류공원         | 頭流公園             |                                       | 9.1       | 대구광역시 | 달서구 |
| C13     | 두류             | 頭流                 | ●대구 도시철도 2호선                  | 11.6      | 대구광역시 | 달서구 |
| C14     | 남평리           | 南坪里               |                                       | 12.3      | 대구광역시 | 서구   |
| C15     | 서구청           | 西區廳               |                                       | 13.0      | 대구광역시 | 서구   |
| C16     | 평리             | 坪里                 | ●서대구역지선 ●대구 도시철도 엑스코선 | 14.0      | 대구광역시 | 서구   |
| C17     | 염색공단         | 染色工團             |                                       | 14.9      | 대구광역시 | 서구   |
| C18     | 만평             | 萬坪                 | ●대구 도시철도 3호선                  | 15.9      | 대구광역시 | 서구   |
| C19     | 노원             | 魯院                 |                                       | 16.8      | 대구광역시 | 북구   |
| C20     | 연암             | 燕巖                 |                                       | 17.7      | 대구광역시 | 북구   |
| C21     | 산격             | 山格                 |                                       | 18.6      | 대구광역시 | 북구   |
| C22     | 복현             | 伏賢                 | ●불로지선                             | 19.3      | 대구광역시 | 북구   |
| C23     | 영진전문대       | 永進專門大           |                                       | 19.9      | 대구광역시 | 북구   |
| C24     | 동부도서관       | 東部圖書館           |                                       | 20.6      | 대구광역시 | 동구   |
| C25     | 국립신암선열공원 | 國立新岩先烈公園     |                                       | 21.2      | 대구광역시 | 동구   |
| C26     | 동구청           | 東區廳               | ●대구 도시철도 1호선                  | 21.9      | 대구광역시 | 동구   |
| C27     | 효목고가교       | 孝睦高架橋           |                                       | 22.5      | 대구광역시 | 동구   |
| C28     | 효목             | 孝睦                 |                                       | 23.2      | 대구광역시 | 수성구 |
| C29     | 무열대           | 武烈臺               |                                       | 23.8      | 대구광역시 | 수성구 |
| C30     | 북만촌           | 北晩村               |                                       | 24.5      | 대구광역시 | 수성구 |

| 역 번호 | 역명   | 한자 역명 | 접속 노선 | 영업 거리 | 소재지     | 소재지 |
| ------- | ------ | --------- | --------- | --------- | ---------- | ------ |
| C16     | 평리   | 坪里      | ●본선     | 14.0      | 대구광역시 | 서구   |
| C16-1   | 이현   | 梨峴      |           | 14.8      | 대구광역시 | 서구   |
| C16-2   | 서대구 | 西大邱    | 경부선    | 15.5      | 대구광역시 | 서구   |

| 역 번호 | 역명           | 한자 역명      | 접속 노선 | 영업 거리 | 소재지     | 소재지 |
| ------- | -------------- | -------------- | --------- | --------- | ---------- | ------ |
| C22     | 복현           | 福現           | ●본선     | 19.3      | 대구광역시 | 북구   |
| C22-1   | 공항교         | 空港橋         |           | 20.2      | 대구광역시 | 북구   |
| C22-2   | 대구스카이시티 | 大邱스카이시티 |           | 21.1      | 대구광역시 | 동구   |